# Gabriel Scott
Gabriel Scott, född Gabriel Scott Jensen den 8 mars 1874 i Leith i Skottland, död den 9 juli 1958 i Arendal, var en norsk författare. Tillsammans med Vilhelm Krag anses han som Sørlandets främsta författare, och han är framför allt känd för sin naturlyriska roman Kilden och för sina barnböcker. Flera av hans verk har filmatiserats, däribland Fant och Tante Pose.

## Biografi
Scott föddes i Edinburghs hamnstad Leith, där fadern, Svend Holst Jensen, var sjömanspräst. Han fick andranamnet Scott efter författaren Walter Scott, och kom senare att använda det som sitt efternamn. Familjen flyttade tillbaka till Norge när Scott var sju år gammal, och fadern blev sockenpräst i Høvåg väster om Lillesand. Här lärde Scott känna det sørlandska landskapet som han senare skulle skildra i sitt författarskap.
Tidigt i sin karriär delade Scott sin tid mellan jakt och friluftsliv i Sørlandet och bohemliv i Kristiania, där han bland annat umgicks med sina Sørlandskollegor, bröderna Vilhelm och Thomas Krag. 1901 gifte han sig med Ellen Johansen, med vilken han fick tre söner. De bodde en period i Italien, innan de 1907 flyttade tillbaka till Norge. 1912 skilde sig makarna, och när Ellen 1914 dog fick Scott ensamt ansvar för sönerna. Hans hälsa var svag och det första världskriget rasade, och i sin förtvivlade situation fördjupade han sig i filosofin; särskilt tog han intryck av Baruch Spinoza och Søren Kierkegaard.
Scott var på 1930-talet tyskvän och skrev uppskattande artiklar om det norska nazistpartiet Nasjonal Samling och Adolf Hitler, som blev livligt omdebatterade. När han strax före andra världskrigets utbrott blev medveten om judeförföljelserna tog han dock avstånd från ideologin, och ägnade sig under kriget åt att skriva nationalistiska dikter. I ålderdomen drog sig Scott tillbaka på sin egendom Maagereiret i Galtesund utanför Arendal. Han tilldelades Gyldendals legat 1936 och fick statlig konstnärslön från 1951.
Utöver sitt författarskap var Scott också tekniskt intresserad; bland annat var han smedlärling och fick 1894 examen från Skiensfjordens mekaniske fagskole. Han sysslade hela sitt liv vid sidan om författarskapet med olika uppfinningar och patent på allt från råttgift och modellflygplan till vikingainspirerade långbågar. Det tekniska intresset är tillsammans med hans passion för friluftsliv ett viktigt element i hans författarskap.

## Författarskap
Scott debuterade 1894 med den nyromantiska diktsamlingen Digte, som 1895 följdes av Dag. I sin tidiga diktning inspirerades han av poeter som Jonas Lie och Sigbjørn Obstfelder. En lyrisk grundton finns också i hans närmast följande böcker. Han nådde framgång med den lättsamt humoristiska julskildringen Tante Pose (1904, filmatiserad 1940), som emellertid på grund av sitt lättsamma innehåll skadade hans anseende i konstnärskretsar. 1905 kom den vassa komedin Himmeluret, som ger en festlig folklivsbild från Sørlandet. Hans första konstnärliga genombrott kom med romanen Camilla Dyring (1906), som behandlar religiösa ämnen och delvis skrevs i Florens.
Friskt berättade är sagan Det flyvende bord (1905) och pojkböckerna Trip, trap, træsko (1902) och Gutten i røiken eller en ny bok om Hollænder-Jonas (1910). Komedin Babels taarn (1910) är ett skämtsamt inlägg i den norska språkstriden. Den sattes 1911 upp på Nationaltheatret i Kristiania, där Vilhelm Krag var teaterchef, och skapade stor kalabalik i teatersalongen. Sørlandskrönikan Jernbyrden; historien om Jan Vibe (1915) blev hans stora litterära genombrott. Den fortsattes med den gripande människoskildringen Enok Rubens levnedsløp (1917); båda banden har undertiteln En saga om fædrelandssind och hör till Scotts bästa verk.
Hans mästerverk är Kilden eller Brevet om fiskeren Markus (1918), en lyrisk hyllning till naturen och naturfromheten. En liknande tendens har den humoristiska och panteistiska sagoromanen Det gyldne evangelium (1921) och berättelsen Stien eller Kristofer med kvisten (1925). En äkta sørlandsk folklivsskildring är Vindholmens beskrivelse (1919). I dubbelromanen Sven Morgendug (1926) och Hyrden (1927) dryftas religiösa grundproblem. Av hans senare verk kan framhävas folklivsskildringen Fant (1928, filmatiserad 1937), som handlar om sjöfarande resande i Sørlandet, och fortsättningen Josefa (1930), samt den bittra anklagelsen mot barnhemmen i De vergeløse (1938, filmatiserad 1939).
I den retrospektiva romantrilogin En drøm om en drøm (Våren, 1940, Sommeren, 1941 och Høsten, 1947) ser han tillbaka på sitt eget liv. 1945 samlade han ett urval av äldre och nyare lyrik i Årringer. I Fergemannen (1952) nådde Scott en av höjdpunkterna i sin religiösa diktning.
Flera av Scotts böcker finns översatta till svenska, däribland Källan (1934 och 1980), Järnbörden (1925) och Kari Kvällsvard (1926).

## Familj
Scott var son till sjömansprästen Svend Holst Jensen och kompositören Caroline Schytte Jensen. Han var gift tre gånger: 1901-1912 med Ellen Johansen, 1915-1918 med Dagmar Marie Jensen, och från 1918 med Birgit Gabrielsen. Med Ellen Johansen hade han tre söner.